# Tsukimi
Tsukimi (月見?) o Otsukimi (お月見?), che significa guardare la luna, detto anche Jugoya (十五夜?), sono celebrazioni giapponesi autunnali. La celebrazione della luna piena solitamente viene tenuta il quindicesimo giorno dell'ottavo mese del calendario tradizionale giapponese, mentre la luna crescente viene celebrata nel tredicesimo giorno del nono mese. Questi giorni solitamente accadono in settembre ed ottobre del calendario moderno.
Le tradizioni dello Tsukimi, per celebrare la bellezza della luna, comprendono la realizzazione di decorazioni confezionate con il Susuki, una pianta ornamentale conosciuta in occidente come Miscanthus sinensis, ed il consumo di dolcetti di riso glutinoso, gli Tsukimi dango, la cui forma ricorda vagamente la luna piena.
In questo periodo  prodotti stagionali vengono considerati delle vere e proprie offerte alla luna. Le patate dolci, per esempio, vengono offerte al plenilunio, mentre i fagioli o le castagne alla luna crescente. Lo Tsukimi viene chiamato anche con altri nomiː Imomeigetsu, "luna della raccolta delle patate", Mamemeigetsu, "luna della raccolta dei fagioli", e Kurimeigetsu, "luna della raccolta delle castagne".
La festa della luna si festeggia il quindicesimo giorno dell'ottavo mese del calendario lunare giapponese, mentre il plenilunio dell'ottavo mese veniva anche detto "plenilunio delle patate", in Giappone, una tradizione solitamente legata alle raccolte agricole.

## Storia
L'origine della festa affonda le sue radici nell'epoca Heian (794-1185), pur trattandosi di una celebrazione di origine cinese, così popolare in Giappone che alcune persone ripetono il rituale per diverse sere dopo l'apparizione della luna piena durante l'ottavo mese lunisolare.